# Mahjong and the West
Mahjong and the West es una película estadounidense de drama de 2014, dirigida por Joseph Muszynski, escrita por Jannette Bloom y Alyssa Carpenter, musicalizada por Spencer David Hutchings, en la fotografía estuvo Patrick Neri y los protagonistas son Jannette Bloom, Alyssa Carpenter y Tom Guiry, entre otros. El filme fue producido por BCDF Pictures y Aprés Visuals; se estrenó el 17 de octubre de 2014.

## Sinopsis
Cuando una chica vuelve a Wyoming para sepultar a su madre, se reencuentra con su amiga de la infancia, quien tiene una vida difícil, y la fuerza a afrontar un trauma de su pasado.